# A Girl of the Limberlost (pel·lícula de 1934)
A Girl of the Limberlost és una pel·lícula dramàtica estatunidenca de 1934, dirigida per Christy Cabanne. És protagonitzada per Louise Dresser, Ralph Morgan i Marian Marsh, i es va estrenar el 15 d'octubre de 1934. Aquesta és la segona adaptació cinematogràfica de la novel·la homònima de Gene Stratton-Porter de 1909. La primera adaptació cinematogràfica s'havia estrenat el 1924, i una tercera es va estrenar el 1945.

## Argument
A Indiana l'any 1893, la Katherine Comstock parla amb els seus veïns Margaret i Wesley Sinton sobre el seu fill que ha de tenir. El marit de la Katherine, Robert, torna a casa caminant aquella nit i pren un camí pel pantà, però ensopega i cau en un estany de sorres movedisses. La Katherine es dirigeix al pantà per ajudar-lo, però quan arriba a ell, no hi ha molt que pugui fer mentre veu com el seu marit s'ofega. Més tard, després del naixement de la nena, que s'ha anomenat Elnora, en Wesley i la Margaret parlen del trist que és que a la Katherine no li agradi la seva filla acabada de néixer. Voldrien poder quedar-se amb el nadó si la Katherine no la tenir, ja que recentment han perdut un fill propi, però en Wesley diu que l'Elnora és l'últim que li queda a la Katherine després de la mort del seu marit.
La història avança molts anys després, quan l'Elnora és ara una adolescent. L'Elnora li diu a la seva mare que anirà a l'institut, tot i que la Kathrine inicialment es nega, volent que la seva filla es quedi a casa i faci les tasques. De camí a l'escola, l'Elnora s'atura al pantà davant d'un arbre, on a l'interior ha guardat algunes de les seves pertinences, inclosa una col·lecció d'arnes. Un cop a l'escola, es troba amb algunes burles dels seus companys, cosa que la desanima de voler tornar l'endemà. Més tard visita els Sinton, que l'encoratgen a mantenir l'ànim i ofereixen ajudar-la a pagar els llibres que necessita per a les classes. A casa, la Katherine continua tractant l'Elnora amb crueltat, culpant-la de la mort del seu marit.

## Repartiment
- Louise Dresser com Katherine Comstock
- Ralph Morgan com Wesley Sinton
- Marian Marsh com Elnora Comstock
- Henry B. Walthall com Dr. Ammon
- Eddie Nugent com Phillip Ammon
- Gigi Parrish com Edith Carr
- Helen Jerome Eddy com Margaret Sinton
- Betty Blythe com Mrs. Parker
- Barbara Bedford com Elvira Carney
- Robert Ellis com Frank Comstock

## Producció
The Hollywood Reporter va anunciar a finals de juny de 1934 que l'actriu Marian Marsh, que interpretava a Elnora Comstock, havia signat pel paper principal de "Limberlost", i dos dies després van anunciar que Henry B. Walthall havia signat per a la pel·lícula. El seu anunci també incloïa que Eddie Nugent, Gigi Parrish, Barbra Bedford i Betty Blythe van signar per a la pel·lícula i que WT Lackey havia de produir la pel·lícula.
The Film Daily va informar a mitjans de juliol que durant el trasllat de la seu de Monogram dels General Service Studios als estudis Pathe de Culver City, la producció de "Girl of the Limberlost" havia estat als Talisman Studios. A principis d'agost van informar que la pel·lícula es trobava actualment a la sala de rodatge.

## Recepció
L'estrena mundial de la pel·lícula es va fixar per a la setmana del 15 de setembre de 1934 a Broadway Portland. Després de la seva estrena, la pel·lícula va rebre una càlida acollida que va ser descrita per una crítica a The Film Daily com un "drama saludable que té l'atractiu del cor i tocs humans per a la multitud". La pel·lícula també va ser guardonada amb la medalla a la millor pel·lícula del mes per la revista Parents.